# Franky van der Elst
Nezaměňovat s jiným belgickým fotbalistou podobného jména - François Van der Elst.
Franky van der Elst (* 30. duben 1961, Opwijk) je bývalý belgický fotbalista, defenzivní záložník, jeden z nejuznávanějších hráčů belgické historie – Pelé ho roku 2004 zařadil mezi 125 nejlepších fotbalistů světa, jakožto jednoho ze tří Belgičanů. Za belgickou reprezentaci odehrál 86 zápasů, v nichž vstřelil jednu branku. Hrál na čtyřech mistrovstvích světa (1986, 1990, 1994, 1998), přičemž na šampionátu roku 1986 dosáhl s národním týmem historického úspěchu - čtvrtého místa. Dvakrát byl vyhlášen nejlepším hráčem belgické ligy (1990, 1996), s Club Brugge získal pětkrát titul belgického mistra (1988, 1990, 1992, 1996, 1998) a třikrát belgický fotbalový pohár (1991, 1995, 1996). Po skončení hráčské kariéry se stal trenérem, vedl např. Germinal Beerschot (1999–2003) či Lokeren (2003–2004).